# USS Angler (SS-240)
USS Angler (SS/SSK/AGSS/IXSS-240) là một tàu ngầm lớp Gato từng phục vụ cùng Hải quân Hoa Kỳ trong Chiến tranh Thế giới thứ hai. Nó là chiếc tàu chiến duy nhất của Hải quân Hoa Kỳ được đặt cái tên này, theo tên một loài trong bộ Cá chân vây. Nó đã phục vụ trong suốt Thế chiến II, thực hiện tổng cộng bảy chuyến tuần tra, đánh chìm ba tàu Nhật Bản với tổng tải trọng 5.401 tấn. Được cho ngừng hoạt động sau khi xung đột chấm dứt vào năm 1947, nó được huy động trở lại để tiếp tục phục vụ trong giai đoạn Chiến tranh Lạnh từ năm 1951 đến năm 1968, được xếp lại lớp như "tàu tìm-diệt tàu ngầm" SSK-240, rồi như "tàu ngầm phụ trợ" AGSS-240, và cuối cùng như một "tàu ngầm không xếp lớp" IXSS-240 trước khi bị bán để tháo dỡ vào năm 1974. Angler được tặng thưởng sáu Ngôi sao Chiến trận do thành tích phục vụ trong Thế Chiến II.

## Thiết kế và chế tạo
Lớp tàu ngầm Gato được thiết kế cho mục đích một tàu ngầm hạm đội nhằm có tốc độ trên mặt nước cao, tầm hoạt động xa và vũ khí mạnh để tháp tùng hạm đội chiến trận. Con tàu dài 311 ft 9 in (95,02 m) và có trọng lượng choán nước 1.525 tấn Anh (1.549 t) khi nổi và 2.424 tấn Anh (2.463 t) khi lặn. Chúng trang bị động cơ diesel dẫn động máy phát điện để cung cấp điện năng cho bốn động cơ điện, đạt được công suất 5.400 shp (4.000 kW) khi nổi và 2.740 shp (2.040 kW) khi lặn, cho phép đạt tốc độ tối đa 21 hải lý trên giờ (39 km/h) và 9 hải lý trên giờ (17 km/h) tương ứng. Tầm xa hoạt động là 11.000 hải lý (20.000 km) khi đi trên mặt nước ở tốc độ 10 hải lý trên giờ (19 km/h) và có thể hoạt động kéo dài đến 75 ngày và lặn được sâu tối đa 300 ft (90 m).
Lớp tàu ngầm Gato được trang bị mười ống phóng ngư lôi 21 in (530 mm), gồm sáu ống trước mũi và bốn ống phía phía đuôi tàu, chúng mang theo tối đa 24 quả ngư lôi. Vũ khí trên boong tàu gồm một hải pháo 3 inch/50 caliber, và thường được tăng cường một khẩu pháo phòng không Bofors 40 mm nòng đơn và một khẩu đội Oerlikon 20 mm nòng đôi, kèm theo súng máy .50 caliber và .30 caliber. Tiện nghi cho thủy thủ đoàn bao gồm điều hòa không khí, thực phẩm trữ lạnh, máy lọc nước, máy giặt và giường ngủ cho hầu hết mọi người, giúp họ chịu đựng cái nóng nhiệt đới tại Thái Bình Dương cùng những chuyến tuần tra kéo dài đến hai tháng rưỡi.
Angler được đặt lườn tại xưởng tàu của hãng General Dynamics Electric Boat ở Groton, Connecticut vào ngày 9 tháng 11, 1942. Nó được hạ thủy vào ngày 4 tháng 7, 1943, được đỡ đầu bởi bà Mary E. Drewry, phu nhân Hạ nghị sĩ Patrick H. Drewry, và được cho nhập biên chế cùng Hải quân Hoa Kỳ vào ngày 1 tháng 10, 1943 dưới quyền chỉ huy của Hạm trưởng, Thiếu tá Hải quân Roger I. Olsen.

## Lịch sử hoạt động

### 1943
Sau khi hoàn tất việc chạy thử máy huấn luyện tại các vùng biển ngoài khơi New London, Connecticut và Newport, Rhode Island, Angler chuẩn bị để được điều động sang khu vực Mặt trận Thái Bình Dương. Nó lên đường đi Key West, Florida, đến nơi vào ngày 21 tháng 11, 1943, và hoạt động như tàu huấn luyện cho Trường Sonar Hạm đội trong một tuần lễ, rồi hướng sang vùng kênh đào Panama. Chiếc tàu ngầm đi đến Trân Châu Cảng vào ngày 27 tháng 11.

### 1944

#### Chuyến tuần tra thứ nhất
Khởi hành từ Trân Châu Cảng vào ngày 10 tháng 1, 1944 cho chuyến tuần tra đầu tiên tại khu vực quần đảo Mariana, Angler bắt gặp một đoàn tàu vận tải vào ngày 29 tháng 1. Nó đã phóng ngư lôi tấn công, đánh chìm được chiếc Shuko Maru (889 tấn) và gây hư hại cho hai chiếc khác. Do gặp trục trặc phát sinh tiếng động trong cấu trúc khiến không thể di chuyển ngầm ở chế độ im lặng, chiếc tàu ngầm phải quay trở về đảo Midway để sửa chữa vào ngày4 tháng 2.

#### Chuyến tuần tra thứ hai
Trong chuyến tuần tra thứ hai từ ngày 15 tháng 2 đến ngày 9 tháng 4 tại các vùng bờ biển phía Đông Philippines, biển Mindanao và biển Sulu, theo yêu cầu của Đại tướng Douglas MacArthur, Angler đã giúp vào việc di tản 58 thường dân khỏi đảo Panay để tránh bị quân Nhật thảm sát, và đưa họ đến Fremantle, Australia.

#### Chuyến tuần tra thứ ba
Khởi hành vào ngày 3 tháng 5 cho chuyến tuần tra thứ ba, Angler nằm trong số tám tàu ngầm được phân công hỗ trợ cho Chiến dịch Transom, cuộc không kích từ tàu sân bay thuộc Hạm đội Đông Anh Quốc xuống Surabaya trên đảo Java. Nhiệm vụ của lực lượng tàu ngầm là đánh chìm tàu chiến đối phương rút lui, phục vụ tìm kiếm và giải cứu, đồng thời canh phòng các eo biển Sunda và Lombok là các lối chính từ biển Java vào Ấn Độ Dương. Hoạt động duy nhất của trong đợt này là đã phóng ngư lôi đánh chìm tàu buôn Otori Maru (2.105 tấn) vào ngày 20 tháng 5. Tàu hộ tống đối phương đã phản công nhưng không ảnh hưởng gì cho chiếc tàu ngầm.
Sang ngày hôm sau, thủy thủ đoàn của Angler bắt đầu mắc triệu chứng nôn mửa hàng loạt, và con tàu được lệnh quay về căn cứ Fremantle. Các tàu ngầm Flasher (SS-249) và Crevalle (SS-291) cùng tàu tiếp liệu thủy phi cơ Childs (AVD-1) đã đi đến để hộ tống và trợ giúp y tế cho Angler, và nó về đến căn cứ vào ngày 29 tháng 5. Kết quả điều tra cho biết một hộp hóa chất carbon tetrachloride dùng trong tẩy rửa đã được lén đem lên tàu cho dù đây là điều bị nghiêm cấm.

#### Chuyến tuần tra thứ tư
Bắt đầu chuyến tuần tra thứ tư vào ngày 21 tháng 6, Angler đang được tiếp nhiên liệu từ một sà lan trong vịnh Exmouth vào ngày 24 tháng 6 khi nó va phải một dãi đá ngầm không được thể hiện trên hải đồ. Nó phải quay trở về Fremantle để sửa chữa, rồi lại khởi hành vào ngày 29 tháng 6 với một chân vịt mới. Nó gặp gỡ Flasher và Crevalle để hình thành nên một trong những đội tấn công phối hợp "Bầy sói" đầu tiên của Hải quân Mỹ. Tuy nhiên chuyến tuần tra của họ trong biển Đông và dọc theo bờ biển Đông Dương thuộc Pháp đã không đem lại kết quả, nên đội chuyển sang hoạt động ngoài khơi bờ biển phía Tây đảo Luzon. Vào ngày 25 tháng 7, đội bắt gặp một đoàn tàu vận tải lớn đang hướng lên phía Bắc, và đã truy đuổi và tấn công trong những ngày tiếp theo. Trong khi bản thân Angler không đánh chìm được tàu buôn nào, những các tàu ngầm khác trong đội đã đánh chìm sáu tàu với tổng tải trọng 36.000 tấn. Không bắt gặp mục tiêu nào khác, chuyến tuần tra kết thúc tại Fremantle vào ngày 23 tháng 8.

#### Chuyến tuần tra thứ năm
Lên đường vào ngày 18 tháng 9 cho chuyến tuần tra thứ năm, Angler phối hợp với tàu ngầm Bluegill (SS-242) hoạt động trong biển Sulu. Vào ngày 14 tháng 10, nó phóng ngư lôi đánh chìm tàu vận tải Nanrei Maru (2.407 tấn). Bắt gặp những binh lính và thủy thủ Nhật Bản trôi nổi trên biển vào ngày 22 tháng 10 sau một vụ đắm tàu, chiếc tàu ngầm bắt làm tù binh chiến tranh một sĩ quan và hai hạ sĩ quan Nhật sau khi giúp thức ăn, nước uống và chỉ đường cho những người sống sót còn lại. Đến 19 giờ 15 phút ngày hôm sau, nó phát hiện hạm đội Nhật Bản đang trên đường hướng sang vịnh Leyte tham gia vào trận Hải chiến vịnh Leyte; chiếc tàu ngầm theo dõi lực lượng đối phương cho đến 02 giờ 40 phút sáng ngày 24 tháng 10 và báo cáo tin tức tình báo quan trọng này lên cấp trên. Đến ngày 1 tháng 11, nó gặp gỡ tàu ngầm Hardhead (SS-365) và đón lên tàu Trung tá Hải quân Fred E. Bakutis, phi công hải quân được Hardhead cứu vớt ít lâu trước đó, rồi về đến Fremantle vào ngày 9 tháng 11.

#### Chuyến tuần tra thứ sáu
Rời Fremantle vào ngày 4 tháng 12 cho chuyến tuần tra thứ sáu, Angler phục vụ trong vai trò tìm kiếm và giải cứu tại khu vực biển Java. Khi tàu ngầm Bergall (SS-320) bị một tàu khu trục đối phương đánh hỏng lườn tàu chịu áp lực vào ngày 13 tháng 12 và không thể lặn, Angler được lệnh đi đến trợ giúp cứu vớt thủy thủ đoàn Bergall và đánh chìm chiếc tàu hỏng. Khi tìm thấy vào ngày 15 tháng 12, Trung tá John Hyde, hạm trưởng của Bergall, quyết định ở lại tàu cùng một thủy thủ đoàn khung để tìm cách đưa Bergall về căn cứ. Hai chiếc tàu ngầm đã đi trên mặt biển gần 2.000 nmi (3.700 km), ngang qua các vùng biển hầu như bị đối phương kiểm soát, không bắt gặp máy bay hay tàu chiến đối phương cho đến khi về đến vịnh Exmouth vào ngày 20 tháng 12.

### 1945
Angler tiếp tục chuyến tuần tra nhưng không bắt gặp mục tiêu đối phương nào. Nó đi đến Saipan vào ngày 6 tháng 2, 1945, rồi lên đường quay trở về Trân Châu Cảng và tiếp tục hướng về vùng bờ Tây, đến nơi vào ngày 24 tháng 2. Chiếc tàu ngầm được đại tu tại xưởng tàu của hãng Bethlehem Steel ở San Francisco, California.

#### Chuyến tuần tra thứ bảy
Lên đường vào ngày 18 tháng 5 để quay trở lại Trân Châu Cảng, Angler bắt đầu chuyến tuần tra thứ bảy từ ngày 12 tháng 6, và được tiếp thêm nhiên liệu tại Saipan vào ngày 27 tháng 6 trước khi hoạt động tại vùng biển phía Đông đảo Honshū. Vào lúc này mục tiêu phù hợp đã hiếm hoi và nó chỉ có cơ hội trong hai lần bắt gặp tàu đối phương; một chiếc đã di chuyển nhanh hơn nó, và chiếc thứ hai bị nhắm phóng ngư lôi nhưng trượt mục tiêu.
Angler chuyển sang hoạt động bắn phá bờ biển. Nó trinh sát các cơ sở trên đảo Kinkasan vào ngày 26 tháng 7, và bắn phá một căn cứ, trạm vô tuyến và hải đăng với 25 phát đạn pháo 5 in (130 mm) từ khoảng cách 3.000–4.000 yd (2,7–3,7 km). Năm ngày sau đó chiếc tàu ngầm lại trồi lên mặt nước vào chiều tối ngày 31 tháng 7 để nả 50 phát đạn pháo nhắm vào một nhà máy tại Tomakomai trên đảo Hokkaidō. Đến ngày 1 tháng 8, nó cùng các tàu ngầm Sea Poacher (SS-406) và Thornback (SS-418) trong một đợt tấn công càn quét tàu bè nhỏ đối phương.
Qauy trở về Midway vào ngày 9 tháng 8, Angler vẫn đang ở lại đảo này khi Nhật Bản chấp nhận đầu hàng vào ngày 15 tháng 8, giúp chấm dứt vĩnh viễn cuộc xung đột. Nó lên đường vào ngày 26 tháng 8 để quay trở về Trân Châu Cảng, rồi tiếp tục hành trình hướng về Hoa Kỳ, băng qua kênh đào Panama vào ngày 14 tháng 9 và đi đến New Orleans, Louisiana vào 20 tháng 9. Sau khi được bảo trì, nó lên đường đi Jacksonville, Florida vào ngày 24 tháng 10, ghé đến Newport vào ngày 2 tháng 11 để chất dỡ thủy lôi, rồi đi đến Căn cứ Tàu ngầm Hải quân New London vào ngày 6 tháng 11.
Đi đến Portsmouth, New Hampshire vào tháng 2, 1946, Angler được chuẩn bị để ngừng hoạt động, rồi quay trở lại New London vào ngày 21 tháng 4. Nó được cho xuất biên chế tại đây vào ngày 12 tháng 2, 1947, và được đưa về Hạm đội Dự bị Đại Tây Dương.

### 1951 - 1968
Được cho tái biên chế trở lại vào ngày 2 tháng 4, 1951, Angler chạy thử máy tại vùng biển Caribe trước khi bắt đầu hoạt động từ cảng nhà New London. Vào tháng 10, 1952, nó đi đến xưởng tàu của hãng General Dynamics Corporation tại Groton, Connecticut, để đại tu và cải biến thành một "tàu ngầm tìm-diệt". Một trong số bốn động cơ diesel của nó được tháo dỡ, lấy chỗ để lắp đặt thiết bị sonar tiên tiến. Con tàu được xếp lại lớp với ký hiệu lườn SSK-240 vào tháng 2, 1953.
Hoàn tất việc đại tu, Angler bắt đầu hoạt động vào tháng 9, 1953 và gia nhập trở lại Hạm đội Đại Tây Dương. Nó tiến hành chạy thử máy tại vùng biển Tây Ấn từ tháng 11, 1953 đến tháng 3, 1954, rồi quay trở lại căn cứ New London và hoạt động dọc theo vùng bờ Đông Hoa Kỳ và vùng biển Tây Ấn trong hai năm tiếp theo. Chiếc tàu ngầm đã tham gia nhiều cuộc tập trận của Hạm đội Đại Tây Dương, và trải qua giai đoạn từ tháng 1 đến tháng 4, 1956 được đại tu tại Xưởng hải quân Portsmouth. Nó thực hiện một chuyến đi huấn luyện đến vùng biển Tây Ấn, rồi sang tháng 10 đã được phái sang Bắc Âu, nơi nó viếng thăm nhiều cảng Anh Quốc. Con tàu quay trở về New London vào tháng 12.
Trong tám tháng đầu năm 1957, Angler tiếp tục hoạt động dọc theo vùng bờ Đông. Nó lên đường đi sang châu Âu vào ngày 27 tháng 9 để tham gia cuộc tập trận của Khối NATO, và sau đó viếng thăm Dieppe, Pháp và Portland, Anh trước khi quay trở về New London. Chiếc tàu ngầm có thêm một chuyến đi huấn luyện tại Bermuda trong tháng 11.
Từ ngày 24 tháng 2 đến ngày 23 tháng 3, 1958, Angler tham gia cuộc tập trận "Springboard" được tổ chức tại khu vực Tây Ấn và Caribe, và sau đó tham gia nhiều đợt huấn luyện. Đến ngày 3 tháng 11, nó quay trở lại Xưởng hải quân Portsmouth để được đại tu, và sau khi công việc hoàn tất vào tháng 3, 1959, nó quay trở lại các hoạt động thường lệ dọc theo vùng bờ Đông, cũng như phục vụ cho Trường Tàu ngầm New London. Vào năm 1960, nó được xếp lại lớp và quay trở lại ký hiệu lườn cũ SS-240.
Vào ngày 24 tháng 10, 1962, Angler lần đầu tiên được biệt phái sang phục vụ cùng Đệ Lục hạm đội tại vùng biển Địa Trung Hải. Trong lượt hoạt động này nó đã có dịp viếng thăm các cảng Tây Ban Nha, Ý, Pháp và Hy Lạp. Sau khi quay trở về New London vào ngày 6 tháng 2, 1963, nó tiếp tục hoạt động cùng Trường Tàu ngầm New London. Vào năm 1963 nó được xếp lại lớp với ký hiệu lườn AGSS-240, và tiếp tục các hoạt động thường lệ dọc theo vùng bờ Đông, khu vực Tây Ấn và vùng biển Caribe, thực hiện các chuyến đi huấn luyện dành cho học viên sĩ quan Học viện Hải quân Hoa Kỳ và sĩ quan Hải quân Dự bị.
Angler được cho xuất biên chế lần sau cùng vào ngày 1 tháng 4, 1968, và được đưa về chương trình huấn luyện Hải quân Dự bị tại Philadelphia, Pennsylvania. Đến ngày 30 tháng 6, 1971, nó được xếp lại lớp với ký hiệu lườn IXSS-240. Tên nó được cho rút khỏi danh sách Đăng bạ Hải quân vào ngày 15 tháng 12, 1971, và con tàu bị bán cho hãng Union Minerals and Alloys Corporation tại New York vào ngày 1 tháng 2, 1974 để tháo dỡ.

## Phần thưởng
Angler được tặng thưởng sáu Ngôi sao Chiến trận do thành tích phục vụ trong Thế Chiến II. Nó được ghi công đã đánh chìm ba tàu Nhật Bản với tổng tải trọng 5.401 tấn.
|  |                           |  |
|  | Silver star · Bronze star |  |

| Dãi băng Hoạt động Tác chiến  |                                                                         |                                      |
| Huân chương Chiến dịch Hoa Kỳ | Huân chương Chiến dịch Châu Á-Thái Bình Dương với 6 Ngôi sao Chiến trận | Huân chương Chiến thắng Thế Chiến II |